# Dickson Nwakaeme
Dickson Nwakaeme, né le 21 avril 1986 à Lagos, est un footballeur nigérian qui évolue au poste d'attaquant. Il est le grand frère d'Anthony Nwakaeme également footballeur.

## Biographie
Né le 21 avril 1986 à Lagos, Dickson débute à l'Inter Luanda en Angola avant de passer à l'ASC Niarry Tally au Sénégal. En 2009, il rejoint l'Europe au KuPS Kuopion en Veikkausliiga. En septembre 2010, il est prêté à l'Aalborg BK en Superligaen. En 2012, il quitte l'Europe et rejoint le Sông Lam Nghệ An au Viêt Nam, puis il rejoint la Malaisie, le Kelantan FA et le Pahang FA.
Le 28 juin 2016, il s'engage en faveur du SCO Angers pour une durée d'un an, mais n'est pas conservé par le club à l'issue de la saison.

## Palmarès
- Avec le Kelantan FA
  - Vainqueur de la Coupe de la Fédération de Malaisie en 2013

- Avec le Pahang FA
  - Vainqueur de la Coupe de Malaisie en 2014
  - Vainqueur de la Coupe de la Fédération de Malaisie en 2014
  - Finaliste de la Supercoupe de Malaisie en 2015

- Avec  Angers SCO
  - Finaliste de la Coupe de France  en 2017